# Хабло, Иван Константинович
Иван Константинович Хабло (род. 1932, с. Решёты, Кочковский район, Западно-Сибирский край, РСФСР, СССР) — комбайнёр, целинник, Герой Социалистического Труда (1967).

## Биография
Родился в 1932 году в крестьянской семье в селе Решёты Кочковского района Западно-Сибирского края (ныне — Новосибирской области).
Трудовую деятельность начал в 1950 году в возрасте 18 лет, работал в Полтавской области Украинской ССР. Закончил Миргородское училище дизелистов, после чего по комсомольской путёвке отправился в 1954 году на целину в Казахскую ССР, где вступил в колхоз «Бидаикский» Кзылтуского района Кокчетавской области. Работал в колхозе комбайнёром.
В 1964 году за девять дней скосил 790 гектаров зерновых и за 19 дней смолотил 9120 центнеров пшеницы. В 1965 году скосил 995 гектаров и намолотил 3860 центнеров зерновых. В 1966 году скосил 547 гектаров и намолотил 13120 центнеров зерновых. За этот доблестный труд он был удостоен в 1967 году звания Героя Социалистического Труда.
В 1980 году выехал в Украинскую ССР. Дальнейшая судьба неизвестна.

## Награды
- Орден «Знак Почёта» (1956);
- Герой Социалистического Труда — указом Президиума Верховного Совета СССР от 19 апреля 1967 года;
- Орден Ленина (1967);